# Сера (Еспирито Санто)
Вижте пояснителната страница за други значения на Сера.
Сера е община в щата Еспирито Санто, Югоизточна Бразилия. Населението ѝ е 409 220 жители (2010 г.), а площта 553 кв. км. Общината е разделена на 5 окръга, а окръзите са разделени на общо 118 квартала. Основана е на 6 ноември 1556 г. Намира се на 301 м н.в. в близост до ниска планинска верига откъдето получава името си. Разположена е в часова зона UTC−3. Намира се на 27 км от столицата на щата.